# روبن تام
روبن تام (بالإنجليزية: Reuben Tam)‏ هو فنان ورسام أمريكي، ولد في 17 يناير 1916 في Kapaʻa, Hawaii ‏ في الولايات المتحدة، وتوفي بنفس المكان في 3 يناير 1991.